# Бенвил (Приморска Сена)
Бенвил (фр. Bénesville) насеље је и општина у северној Француској у региону Горња Нормандија, у департману Приморска Сена која припада префектури Руан.
По подацима из 2011. године у општини је живело 189 становника, а густина насељености је износила 34,3 становника/km². Општина се простире на површини од 5,51 km². Налази се на средњој надморској висини од 150 метара (максималној 148 m, а минималној 103 m).

## Демографија
| 1962. | 1968. | 1975. | 1982. | 1990. | 1999. | 2011. |
| ----- | ----- | ----- | ----- | ----- | ----- | ----- |
| 131   | 146   | 127   | 126   | 134   | 142   | 189   |

График промене броја становника у току последњих година